# Фризер, Инграм
Инграм Фризер (англ. Ingram Frizer; умер в августе 1627) — английский предприниматель, известный в первую очередь как человек, убивший драматурга Кристофера Марло во время драки в доме Элеоноры Булл 30 мая 1593 года. После этого инцидента был помилован королевой Елизаветой. Фигурирует в разного рода конспирологических теориях.

## Биография
О происхождении Инграма Фризера и его ранних годах ничего не известно. Судя по сохранившимся документам, Фризер был довольно состоятельным человеком, получавшим прибыль от сделок с недвижимостью. Он действовал от своего имени, а также, по-видимому, был агентом Томаса Уолсингема, родственника сэра Фрэнсиса Уолсингема (государственного секретаря королевы Елизаветы). После восшествия на престол Якова I в 1603 году Фризер получил ряд льгот от короны благодаря Одри Уолсингем, жене Томаса и фрейлине королевы Анны Датской. Он переехал в Элтем, приблизительно в трех милях от поместья сэра Томаса Уолсингема в Скэдбери. В 1605 году Фризер стал церковным старостой, в 1611 году — приходским налоговым инспектором. Известно, что одна его дочь, Элис, носила в замужестве фамилию Диксон и жила в Лондоне, а вторая, чьё имя неизвестно, вышла замуж за некоего Джона Бэнкса. Миссис Инграм, похороненная в Элтеме 25 августа 1616 года, возможно, была женой Фризера. Он сам был похоронен в той же церкви 14 августа 1627 года.
Самый известный эпизод в биографии Фризера связан с гибелью драматурга Кристофера Марло 30 мая 1593 года. Фризер пригласил Марло на пирушку в Дептфорде, в доме Элеоноры Булл (в таверне или частном пансионе), вместе с Николасом Скирсом и Робертом Пули. Согласно отчету коронера, эти четверо сидели в отдельной комнате, и между Фризером и Марло произошла ссора из-за вопроса об оплате. Марло набросился на Фризера сзади, выхватил его кинжал и нанёс два удара по голове. Фризер, пытаясь защищаться, тем же кинжалом ударил Марло в лоб над правым глазом, отчего тот умер на месте. 1 июня 1593 года присяжные, проводившие дознание, признали действия Фризера самообороной, а 28 июня королева даровала ему официальное помилование.
Многие учёные считают, что отчёт коронера вполне соответствует определённым особенностям характера Марло (его вспыльчивости и готовности к насилию). Однако есть мнение, что эти особенности — преувеличение или даже чистый вымысел. Исследователи обращают внимание на то, что все четверо мужчин, участвовавших в драке или присутствовавших при ней, были связаны (точно или предположительно, как Фризер) с английскими тайными службами. Марло мог быть убит намеренно как человек, скомпрометированный подозрениями в ереси и атеизме или знавший слишком много о заговорщических планах графа Эссекса.
Марловианская теория предполагает, что Фризер принимал участие в инсценировке убийства Марло, чтобы позволить ему избежать суда и почти неминуемой казни за атеизм. Согласно этой версии, в дальнейшем Марло скрывался до самой смерти и писал пьесы, которые выдавались за произведения Уильяма Шекспира.